# Kounov (kraj hradecki)
Kounov – gmina w Czechach, w powiecie Rychnov nad Kněžnou, w kraju hradeckim.
1 stycznia 2017 gminę zamieszkiwały 244 osoby, a ich średni wiek wynosił 40,7 roku.